# Professional Dreamers
Professional Dreamers ist das fünfte Studioalbum der schwedischen Hip-Hop-Gruppe Looptroop Rockers, welches im März 2011 über Bad Taste Records veröffentlicht wurde. Es ist das erste Album nach dem Comeback von CosM.I.C. und enthält Gastauftritte von Lisa Ekdahl, Gnucci Banana und Chords.

## Albumcover
Das Cover zeigt eine Skizze eines Gehirns, welches verschiedenfarbig koloriert wurde. Dies ist laut einem Text auf der Innenseite der aufklappbaren Doppel-LP-Version, ein Abbild eines träumenden Gehirns, dessen Aktivitäten durch einen Gehirnscanner farbig dargestellt wurden.

## Kritik
Das Album wurde von der Fachpresse insgesamt positiv aufgenommen. Jedoch sei das Album „aber nicht das, auf das alle gewartet haben“, so verfolgen die Künstler laut der Juice „einen neuen Sound-entwurf, der weitaus poppiger geraten ist und mehr nach Empire of the Sun klingt als nach Pete Rock“. Dies wird aber nicht unbedingt als negativ, sondern eher als Weiterentwicklung angesehen. Dani Fromm von laut.de lobt die „vielschichtigen, alleweil ein wenig melancholischen Beats“ vom Produzent Embee, welche „von scharfen Kontrasten und der Liebe zum Detail“ leben und gibt dem Album 4 von 5 Punkten.

## Titelliste
| #  | Titel                             | Gastauftritt  | Zeit |
| -- | --------------------------------- | ------------- | ---- |
| 1  | Don’t Wanna Wake Up               |               | 1:23 |
| 2  | Professional Dreamers             |               | 3:38 |
| 3  | Any Day                           |               | 3:57 |
| 4  | This Music Sounds Better at Night |               | 3:44 |
| 5  | Do                                | Gnucci Banana | 3:31 |
| 6  | On Repeat                         |               | 3:25 |
| 7  | Sweep Me Away                     |               | 3:35 |
| 8  | Blow Me Away                      |               | 1:35 |
| 9  | Darkness                          |               | 4:04 |
| 10 | El Clasico                        |               | 5:40 |
| 11 | Magic                             | Chords        | 5:34 |
| 12 | Late Nights Early Mornings        |               | 3:56 |
| 13 | Joseph                            | Lisa Ekdahl   | 4:06 |